# WSDMA

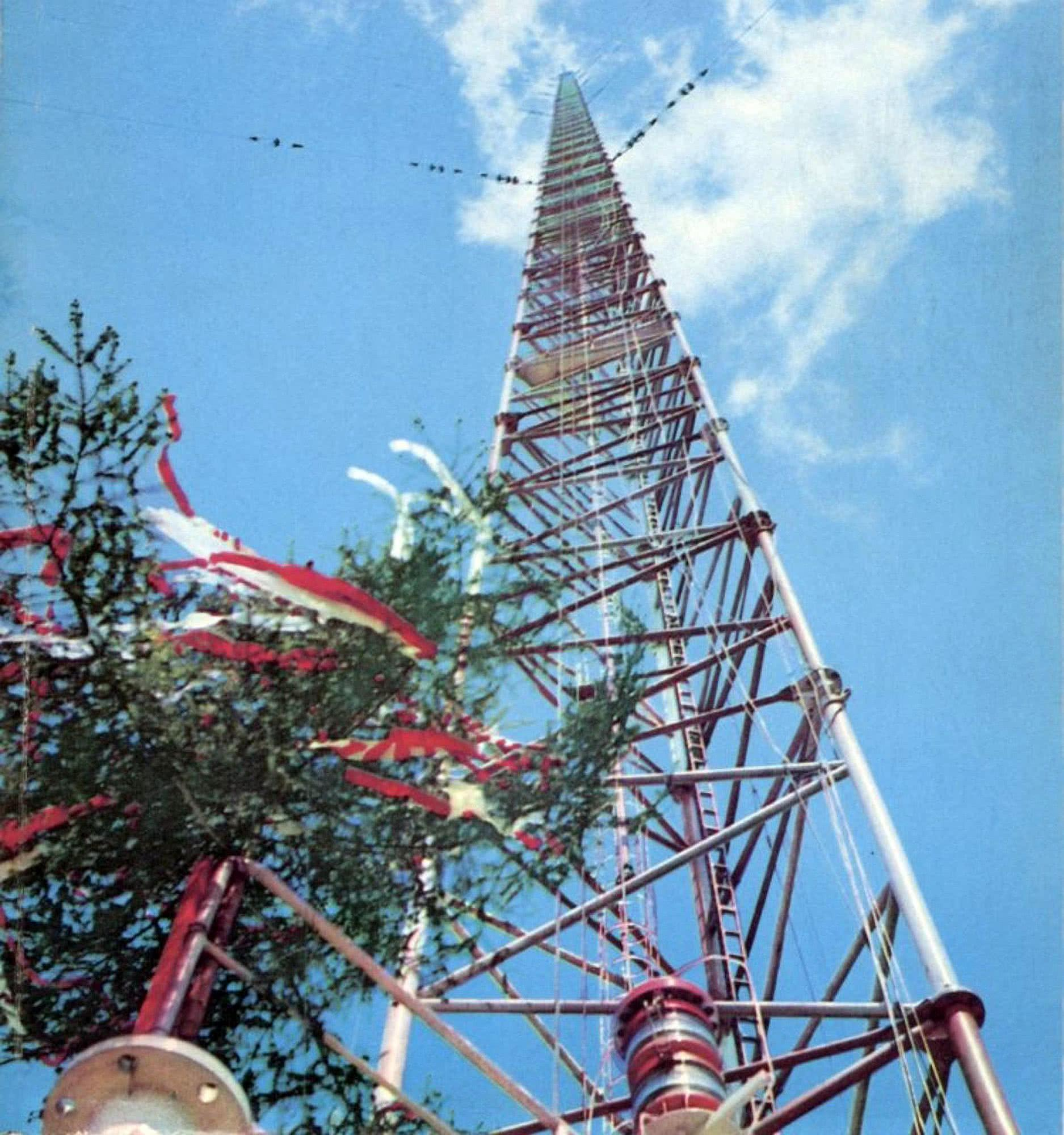
El pal de ràdio a Konstantynów, Polònia.

WSDMA (Accés múltiple de la divisió espacial de banda ampla) és un mètode d'accés al canal d'ample de banda elevat, desenvolupat per a sistemes multitransceptor com ara antenes de matriu actives. WSDMA és una tècnica de formació de feixos adequada per a la superposició dels darrers protocols d'interfície d'aire, inclosos WCDMA i OFDM. Els sistemes habilitats per WSDMA poden determinar l'angle d'arribada (AoA) dels senyals rebuts per dividir espacialment un sector cel·lular en molts subsectors. Aquesta consciència espacial proporciona la informació necessària per maximitzar el pressupost d'enllaç Carrier to Noise+Interference Ratio (CNIR) mitjançant una sèrie de rutines de processament digital. WSDMA facilita un enfocament flexible de com es realitza la formació de feixos d'enllaç ascendent i descendent i és capaç de filtrar espacialment les ubicacions conegudes que generen interferències.

## Característiques clau
- Transmet i rep la conformació i la direcció del feix
- Processament de camins de subsectors múltiples
- Filtratge d'interferències espacials
- Exploració de l'activitat del sector[2]

## Característiques i principis de funcionament

### Calibració de l'antena del panell actiu
Els sistemes d'antena de panell actiu, que inclouen una matriu plana de micro-ràdios i un element d'antena associat, es basen en un esquema de calibratge complet que és capaç de corregir desajustos de senyal entre camins en fase, amplitud i latència. Això facilita el control precís del patró de feix de RF d'enllaç ascendent i descendent i evita els efectes de distorsió que es produeixen en absència de calibratge.

### Processament de camins de múltiples subsectors
En dividir el sector cel·lular en una sèrie de feixos de subsector, WSDMA proporciona a la xarxa senyals filtrats espacialment, maximitzant el pressupost d'enllaç mitjançant una millora del guany de l'antena i la mitigació d'interferències. Això permet als usuaris mòbils de la cèl·lula reduir la seva transmissió d'energia d'enllaç ascendent, reduint així encara més les interferències i minimitzant el consum d'energia de l'estació base i de la UE. WSDMA proporciona processament de feix simultània a tot el sector i subsector per millorar el rendiment de l'enllaç en entorns multicamí. El processament del feix del subsector pot optimitzar la demografia canviant dels usuaris dins del sector cel·lular.

### Enllaç descendent WSDMA
L'enllaç descendent WSDMA proporciona un patró de feix de RF optimitzat, reduint la interferència a les regions de superposició dels sectors cel·lulars adjacents. L'ajustament estadístic a llarg termini pot optimitzar els patrons cel·lulars en funció de la densitat de població de l'usuari per regió espacial a la qual la cèl·lula té servei.